# Tagebau Ruppersdorf
Der Tagebau Ruppersdorf, auch als Tagebau Marie III bezeichnet, war ein  Tagebau zur Gewinnung von Braunkohle nordöstlich von Meuselwitz im Altenburger Land. Er war zwischen 1944 und 1957 in Betrieb. Durch ihn verschwand der gleichnamige Ort Ruppersdorf von der Landkarte. Der Tagebau Ruppersdorf lag im Norden des Meuselwitz-Altenburger Braunkohlereviers, das zum Mitteldeutschen Braunkohlerevier gehört.

## Geographische Lage
Der Tagebau lag nordöstlich von Meuselwitz und nördlich von Wintersdorf an der heutigen Landesgrenze zwischen Sachsen und Thüringen. Direkt westlich schloss sich der Tagebau Phönix-Ost (1940–1963) an. Etwas östlicher lag der Tagebau Haselbach (1955–1977). Die Vorgängertagebaue Marie I (1908–1935) und Marie II (1935–1950) lagen südlich der Ortslage Wintersdorf.
Ruppersdorf, das größtenteils devastiert wurde, und sein erhalten gebliebener Ortsteil Bosengröba gehörten bis 1952 zum Land Sachsen und bis 1957 zum Kreis Borna im Bezirk Leipzig. Erst dann erfolgte die Umgliederung in den Kreis Altenburg, mit dem das Gebiet 1990 zu Thüringen kam.

## Geschichte
Im Meuselwitz-Altenburger Braunkohlerevier, zu dem der Tagebau Ruppersdorf und seine zwei Vorgänger gehörten, setzte ab Mitte des 19. Jahrhunderts ein geregelter Abbau der Braunkohle ein. Im Tiefbau wurde die Kohle westlich von Wintersdorf und südlich der Linie Heukendorf/Pflichtendorf–Waltersdorf abgebaut. Die ersten Tagebaue im Bereich Wintersdorf/Ruppersdorf waren die Tagebaue Marie I (Waltersdorf) (1908–1935) und Neubraunshain (1908–1910) bei Waltersdorf. Nachdem der Tagebau Marie I ausgeschöpft war, entstand mit dem nördlich an den Tagebau Marie I anschließenden Tagebau Marie II (Wintersdorf) (1935–1950) Ersatz. Die drei Tagebaue zerstörten das Gebiet zwischen Waltersdorf im Süden und Wintersdorf im Norden. Sie reichten teilweise bis dicht an die Ortslagen heran. In Heukendorf existierte zwischen 1902 und 1930 die Brikettfabrik „Marien-Grube“. Der Abtransport der Kohle erfolgte zunächst über die 1874 eröffnete Bahnstrecke Gaschwitz–Meuselwitz, an der Wintersdorf einen Bahnhof hatte. Die 1942 eröffnete Bahnstrecke Regis-Breitingen–Meuselwitz ermöglichte einen direkten Transport der Kohle vom Tagebau Waltersdorf zu den Brikettfabriken in Regis-Breitingen und Haselbach.
Im Jahr 1944, d. h. bereits sechs Jahre vor Stilllegung des Tagebaus Marie II (Wintersdorf), eröffnete nördlich von Wintersdorf der Tagebau Marie III (Ruppersdorf) (1944–1957), der sich direkt östlich an den Tagebau Phönix-Ost (1940–1963) anschloss. Im Gegensatz zu Wintersdorf und Waltersdorf, die historisch zu Sachsen-Altenburg und ab 1920 zu Thüringen gehörten, waren Ruppersdorf und sein Ortsteil Bosengröba seit jeher sächsisch. Zwischen 1948 und 1950 erfolgte die Aussiedlung von 210 Einwohnern von Ruppersdorf. Zwischen 1954 und 1957 wurde ein Großteil von Ruppersdorf abgebaggert und die Gemeinde Ruppersdorf aufgelöst. Der verbliebene Rest, d. h. einige Häuser der „Neue Straße“ und der Ortsteil Bosengröba wurden der Gemeinde Wintersdorf angegliedert. Dadurch wechselten sie vom Kreis Borna in den Kreis Altenburg und kamen nach Auflösung des zwischen 1952 und 1990 bestehenden Bezirks Leipzig zu Thüringen. Im Sommer 1957 wurde die Kohleförderung im Tagebau Ruppersdorf planmäßig eingestellt.
Zur weiteren Versorgung der umliegenden Brikettfabriken mit Kohle war bereits im Jahr 1955 nordöstlich von Ruppersdorf der Tagebau Haselbach aufgeschlossen worden. Dieser erhielt im gleichen Jahr vom Tagebau Ruppersdorf neben Arbeitskräften auch den Abraumbagger 367 Es 425, um das Deckgebirge des neuen Areals abzutragen. Da im Tagebau Haselbach zunächst ein Absetzer fehlte, wurde der Abraum bis 1956 in eine Spülkippe im Tagebau Marie I (Waltersdorf) verkippt, danach erfolgte dies durch einen Absetzer aus dem Tagebau Witznitz. Für den zweiten Abraumschnitt des Tagebaus Haselbach wurde der Bagger 512 D 650 im Jahr 1956 unter großen Schwierigkeiten von Ruppersdorf nach Haselbach gebracht. Bis 1960 die Innenverkippung im Tagebau Haselbach einsetzte, wurde der Abraum zu Außenkippen gefahren. Weiterhin wurde durch Spülkippen und einen Absetzer der Abraum in den Tagebauen Marie I (Waltersdorf) und Marie II (Wintersdorf) verkippt und eine Hochkippe angelegt. Ab 1956 erfolgte die Verkippung des restlichen Ruppersdorfer Abraums und des Haselbacher Materials im Tagebau Ruppersdorf. Dabei kam der Absetzer aus dem Tagebau Marie II (Wintersdorf) zum Einsatz. Da zu diesem Zeitpunkt noch keine Innenverkippung im Tagebau Haselbach möglich war, führte der Überschuss an Bodenmassen zu einer Überflurkippe, der Halde Ruppersdorf.
In den 1980er Jahren war die Wiederaufnahme des Braunkohleabbaus geplant, welche aber nicht zur Ausführung kam. Dem vorgesehenen „Tagebau Meuselwitz“ zwischen Meuselwitz und Rositz hätten u. a. einige Randbereiche der stillgelegten Tagebaue Phönix-Ost, Marie I (Waltersdorf) und Marie II (Wintersdorf), sowie die Ortslagen Wintersdorf (teilweise), Heukendorf, Pflichtendorf, Waltersdorf (teilweise) und Neubraunshain weichen müssen. Die als Kammersforstbahn bekannte Bahnstrecke Regis-Breitingen–Meuselwitz wurde nach 1990 in eine Museumsbahn umgewandelt.
| Name des Tagebaus       | Betriebszeit |
| ----------------------- | ------------ |
| Neubraunshain           | 1908–1910    |
| Marie I (Waltersdorf)   | 1908–1935    |
| Marie II (Wintersdorf)  | 1935–1950    |
| Marie III (Ruppersdorf) | 1944–1957    |

## Devastierte Ortschaften
| Orte                      | Jahr der Umsiedlung / Devastierung | Einwohner | Tagebau                 |
| ------------------------- | ---------------------------------- | --------- | ----------------------- |
| Ruppersdorf, größtenteils | 1948–1950 / 1954–1957              | 210       | Ruppersdorf (Marie III) |